# Kanjuce
Kanjuce so naselje v Občini Štore.

## Prebivalstvo
Etnična sestava 1991:
- Slovenci: 115 (97,5 %)
- Nemci: 3 (2,5 %)